# Praça Raul Soares
Praça Raul Soares è una delle piazze principali di Belo Horizonte, capitale dello stato brasiliano del Minas Gerais. Costruita in stile francese, è situata alla confluenza dei quattro viali principali del centro della città: Olegário Maciel, Augusto de Lima, Amazonas e Bias Fortes. È intitolata all'ex governatore del Minas Gerais, Raul Soares de Moura.

## Storia e descrizione
I lavori di costruzione iniziarono nel 1929 e furono ultimati nel 1936. Il suo tracciato, progettato dall'architetto Érico de Paula, utilizza elementi geometrici nelle pavimentazioni portoghesi, che fanno riferimento alla cultura marajoara e allo stile art déco allora in voga.
La concezione originale del paesaggio, di autore ignoto, è caratterizzata dalla rigida distribuzione assiale, centrata su una fonte di luce, dalla simmetria enfatizzata dai cespugli topiari sferici e dalle grandiose prospettive.
Il 15 marzo 1988 fu classificata dallo stato del Minas Gerais.